# Skid Row (irische Band)
Skid Row war eine aus Dublin stammende Bluesrock-basierte Band, die Ende der 1960er und in den frühen 1970er Jahren aktiv war. Die Gruppe ist nicht zuletzt deshalb in der Rockgeschichte bemerkenswert, weil es diejenige Band war, in der sowohl Phil Lynott als auch  Gary Moore ihre professionelle Karriere begannen.

## Die Anfänge
Die Band wurde im August 1967 in Dublin gegründet und bestand zuerst aus Brendan „Brush“ Shiels am Bass, Noel „Nollaig“ Bridgeman am Schlagzeug, Bernard „Ben“ Cheevers an der Gitarre sowie Phil Lynott als Sänger. Mitte 1968 führte die Suche nach einem entsprechend versierten Gitarristen dazu, dass der 16-jährige Gary Moore als fünftes Mitglied der Band beitrat. Moore und Cheevers spielten beide für eine kurze Zeit zusammen, bevor Cheevers die Band im September 1968 verließ. Robbie Brennan ersetzte bis Juni 1969 vorübergehend den ursprünglichen Schlagzeuger Bridgeman, und die Band nahm eine Single namens New Places, Old Faces/Misdemeanour Dream Felicity für das Label Irish Song Records auf. Sie ist die einzige veröffentlichte Aufnahme von Lynott mit Skid Row.
Etwas später in diesem Jahr ließ Shiels Phil Lynott aus dem Line-Up entfernen. Damit verwandelte er die Skid Row in ein Powertrio, indem Sheils der Leadsänger wurde und Gary Moore als zweiter Sänger aufgestellt war. Aus den psychedelisch beeinflussten Anfängen entwickelte sich der klassische Skid-Row-Sound als eine Kombination aus luftigen Country-Balladen, Cream-ähnlichem Heavy Blues, kantiger, auch von King Crimson beeinflusster Musik zu einem lautstarken Prog-Rock.

## Aufnahmen und Touren
Ein Konzert in Dublin mit Fleetwood Mac führte zu einem Managementvertrag mit dem Mac-Manager Clifford Davis. Ende 1969 konnte Skid Row bei CBS einen Plattenvertrag unterzeichnen. Die Band verlegte damit auch ihren Sitz nach Großbritannien. Die erste britische Single, das Countrystück Sandie’s Gone (Parts 1 & 2) erschien im April 1970, das erste Album Skid wurde im Oktober 1970 veröffentlicht. 1970 machte die Band auch ihre erste Tour in den USA, danach tourte sie in Europa mit Canned Heat und spielte live im deutschen Beat-Club. Eine zweite US-Tour folgte 1971, auf der sie die Allman Brothers, Frank Zappa und Iggy Pop unterstützte.
Eine zweite LP namens 34 Hours – so benannt, weil es lediglich 34 Stunden dauerte, sie einzuspielen – wurde Anfang 1971 veröffentlicht, und dazu auch die Single Night of the Warm Witch/Mr. De-Luxe. Ein unbenanntes drittes Album wurde im Herbst 1971 eingespielt (aber nie veröffentlicht), bevor Gary Moore kurz vor einer US-Tour die Band verließ. Eric Bell sprang für Moore für Liveauftritte ein, und der spätere UFO-Gitarrist Paul Chapman wurde sein Nachfolger.

## Wechselnde Besetzungen
Skid Row wurde schließlich 1973 in Irland reformiert, zunächst mit Shiels, Wilson, dem Sänger Eamonn Gibney (Ex-Alyce) und dem Gitarristen Ed Deane, später mit dem Keyboarder Kevin McAlea. Das Shiels/Deane/Wilson Line-Up veröffentlichte die Single Dublin City Angels/Slow Down. John Wilson wurde durch Paddy Freeney ersetzt, bevor sich die Band Anfang 1974 erneut trennte. In den nächsten Monaten spielte Shiels in der Bell-Brush Band mit Eric Bell und Timmy Creedon (Schlagzeug, Ex-Orphanage), manchmal zusammen mit Eamonn Gibney. Ende des Jahres trafen sich Shiels, Moore und Bridgeman kurzzeitig zu einer Reihe von Auftritten, und eine 1975er Besetzung von Shiels (Gitarre/Gesang), Bridgeman, Jimi Slevin (Lead-Gitarre/Gesang, Ex-Alyce, Ex-Peggy’s Leg) (geb. Juni 1950, Dublin), Timmy Creedon (zweiter Schlagzeuger/Sänger) und Johann Brady (Bass) nahm die Skid Row Single The Spanish Lady/Elvira auf. 1976 ersetzte Jody Pollard (Gitarre, Ex-Elmer Fudd) Pat O’Farrell in einer Besetzung mit Shiels (Gesang/Mandoline), Bridgeman (Schlagzeug), John Brady (Bass) und Dave Gaynor (Schlagzeug) und nahm die von Phil Lynott produzierte doppelseitige Single Coming Home Again/Fight Your Heart Out und den unveröffentlichten Track Skid Row Flashback auf. Auf dem 1976 erschienenen Doppel-Livealbum der Rock n' Roll-Standards, Alive and Kickin, waren Shiels, Bridgeman, Brady, Pollard, Gaynor und Ian Anderson vertreten. 1978 schloss sich Pollard wieder an, diesmal ersetzte er Eric Bell zusammen mit Shiels, Bridgeman, Brady und Joe Staunton (Gitarre, Ex-Waisenhaus).